# Evil Masquerade
Evil Masquerade — шведско-датская хеви-металлическая группа, основанная в 2003 году.

## История группы
Группа «Evil Masquerade» была основана в 2003 году в Копенгагене шведским гитаристом Хенриком Флайменом (Lacrimosa, Wuthering Heights, ZooL, Moahni Moahna). Вместе с ударником Деннисом Бьюлом (Hatesphere), басистом Каспером Грамом и вокалистом Хенриком Брокманном (Royal Hunt) они отправились в студию чтобы записать дебютный альбом группы Welcome to the Show, который был выпущен в начале 2004 года. Практически сразу альбом получил признание во всём мире, а в чартах Японии достиг 8-го места. Год спустя последовал и второй альбом — Theatrical Madness.
Весной 2005 года в группе произошли первые изменения — на смену Хенрику Брокманну и Касперу Граму пришли вокалист Аполло Папафанасио (Spiritual Beggars, Firewind, Time Requiem) и басист Тор Йепсен. В новом составе группа записывает третий студийный альбом — Third Act, добавивший группе популярности после его переиздания в США в 2007 году, через год после оригинального релиза в Европе и Азии. Перед записью четвёртого альбома — Fade To Black — в группе вновь происходят изменения: вместо Денниса Бьюла и Тора Йепсена (а также недолго его заменявшего Каспера Грама) в группу приходят ударник Даниэль Флорес (The Murder of My Sweet, Mind’s Eye, Tears of Anger, ZooL) и басист Йохан Ниеманн (Therion, Evergrey, Hubi Meisel, Demonoid, Mind’s Eye).
2010 год Флаймен провёл в написании песен для пятого альбома группы — Pentagram, который увидел свет в мае 2012 года. Сама же запись альбома состоялась в 2011 году. К этому времени группу покинули Йохан Ниеманн и Даниэль Флорес и вернулись обратно Деннис Бьюл и Тор Йепсен, воссоздав группу образца записи третьего альбома. Чуть позже в группе появляется первый постоянный клавишник — им стал Артур Майнилд.
В начале июня 2013 года группа анонсирует нового вокалиста, пришедшего на смену Папафанасио — им стал швед Тобиас Янссон. С ним группа записывает свой шестой студийный альбом The Digital Crucifix, мировой релиз которого состоялся 22 апреля 2014 года.

## Награды
В 2009 году Хенрик Флаймен и «Evil Masquerade» с композицией «Bozo the Clown» выиграли JPF Music Awards (США) в категории «Лучшая металическая песня».
По итогам 2016 года группа выигрывает TBFM Music Industry Award (Великобритания) в категории «Лучшая международная группа».

## Благотворительность
В течение 2011 года Хенрик Флаймен контактировал с благотворительной организацией «Metal for Cancer», основанной Ричардом Офсоски для сбора средств для «Австралийского фонда исследований рака». Флаймен написал песню «Let’s Unite in Rock», исполненную различными артистами под вывеской The MFC Dragon Slayer All Star Project. В состав этой группы входили все участники «Evil Masquerade» (исключая Денниса Бьюла), а также Ричард Офсоски, Матс Левен (Therion, Yngwie Malmsteen), Питер Уилдер (James LaBrie, Darkane, Time Requiem), Сноуи Шоу (Therion, Mercyful Fate, Dream Evil), Тони Какко (Sonata Arctica), Глен Дровер (Megadeth, King Diamond) и Тони Миллс (TNT, Shy).

## Составы

### Текущий состав
- Хенрик Флаймен — гитара (2003-наши дни)
- Никлас Сонне — вокал (2016-наши дни)
- Деннис Бьюл — ударные (2003-2008, 2010-наши дни)
- Тор Йепсен — бас-гитара (2005-2008, 2010-наши дни)
- Артур Майнилд — клавишные (2011-наши дни)

### Бывшие участники
- Хенрик Брокманн — вокал (2003—2005)
- Каспер Грам — бас-гитара (2003—2005)
- Аполло Папафанасио — вокал (2005—2013)
- Даниэль Флорес — ударные (2008—2010)
- Йохан Ниеманн — бас-гитара (2008—2010)
- Тобиас Янссон — вокал (2013—2014)

### Приглашенные участники
- Матс Олауссон — клавишные (2004)
- Андре Андерсен — клавишные (2004—2005)
- Ричард Андерссон — клавишные (2004-2007)
- Дэвид Розенталь — клавишные (2006)
- Тони Кэйри — клавишные (2008)

## Дискография
- Welcome to the Show (2004)
- Theatrical Madness (2005)
- Third Act (2006, 2007 США)
- Fade to Black (2008 Япония, 2009)
- Black Ravens Cry (SP) (2012)
- A Silhouette (SP) (2012)
- Pentagram (2012)
- Like Voodoo (SP) (2014)
- The Digital Crucifix (2014)
- 10 Years in the Dark (2014)
- The Outcast Hall Of Fame (2016)
- Märk Hur Vår Skugga (SP) (2016)

### Видео
- Black Ravens Cry (2007)[13]
- Desire and Pain (2009)[14]
- A Silhouette (2012)[15]
- Like Voodoo (2014)[16]
- Märk Hur Vår Skugga (2016)[17]